# 宇都宮北道路
宇都宮北道路（うつのみやきたどうろ）は、栃木県宇都宮市上金井町の東北自動車道・日光宇都宮道路（日光道）宇都宮ICと同市上戸祭町の宇都宮環状道路（宮環）を結ぶ延長4.9 kmの一般国道119号バイパス。

## 概要

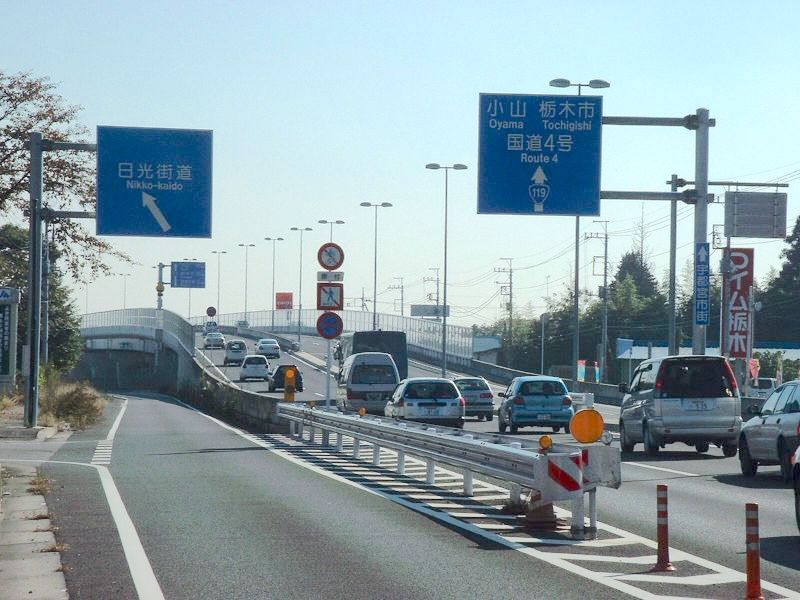
宇都宮北道路 流入部（一般国道119号バイパス）宇都宮市上金井町付近

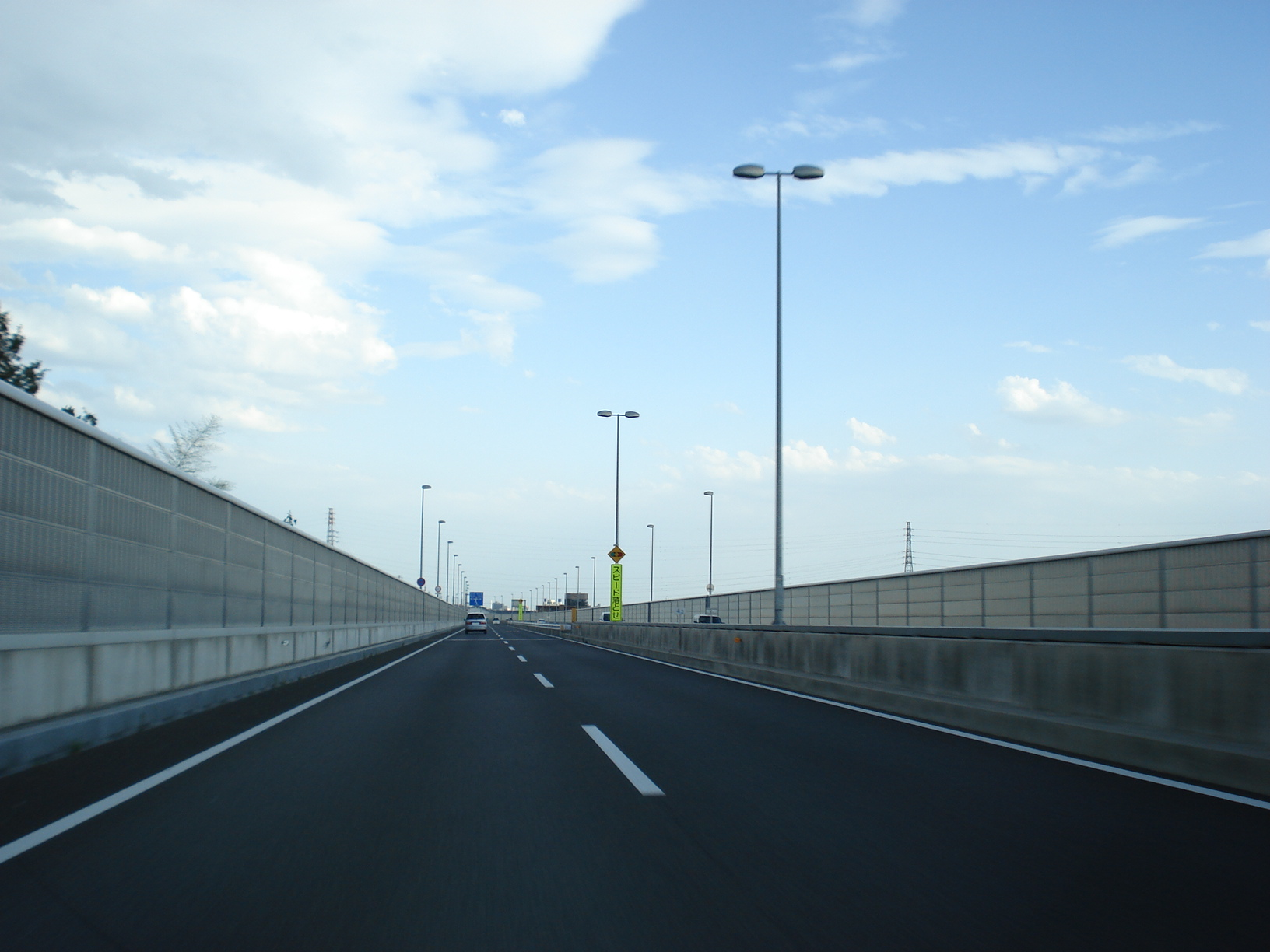
宇都宮北道路 本線（一般国道119号バイパス）宇都宮市野沢町付近

地域高規格道路茨城西部・宇都宮広域連絡道路を構成する路線のひとつで2003年（平成15年）3月24日に供用開始。起点部を除き交差点が立体化された4車線の高架道路となっていて、法的な扱いは通常の一般道路ながら自動車専用道路に近い構造を採る。通行規制についても自転車を含む軽車両・ミニカー・小型特殊自動車・125 cc以下の小型自動二輪車は本線の通行を禁止され、やはり自動車専用道路とほぼ同等の規制である。これらの車両および歩行者は並行する側道を通行しなければならない。また、本線上は駐停車禁止である。
2005年（平成17年）11月8日14時より従来60 km/hであった主要区間の最高速度を80 km/hに引き上げたが、これは有料道路以外の道路としては全国的にも珍しく、高規格幹線道路以外の道路としては従来の70 km/hを上回る全国初の措置である。ただし、宇都宮IC側入り口の約0.5 kmと宮環側入り口の約0.5 kmについては、構造上の設計速度は80 km/hだが、交差点進入に伴う減速を促すことも考慮し60 km/h、40 km/h規制区間がある。併せて、高速道路と同様に荒天時等の規制速度変更に対応するため、80 km/h規制標識には電光方式が採用されている。
2022年（令和4年）7月16日には、宇都宮環状北道路との交点を立体化する上戸祭立体が開通した。
交通渋滞が慢性化していた国道119号（日光街道）の渋滞緩和と安全で快適な交通の確保を目的に建設され、国際観光地「日光」「鬼怒川」へのアクセス道路として極めて重要な路線である。同道路の開通により日光街道の朝・夕ラッシュ時間帯や行楽シーズンの渋滞が大幅に緩和され、地域住民の利便性向上に役立っている。なお、計画当初は建設費用捻出のため有料道路化も検討されたが、地域住民の猛烈な反対を考慮し、一般道路として整備された経緯がある。

## インターチェンジなど
- 路線名の特記がないものは市道。

| 施設名                              | 接続路線名                                                         | 接続路線名                                                         | 起点から (km) |
| ----------------------------------- | ------------------------------------------------------------------ | ------------------------------------------------------------------ | ------------- |
| E81 日光宇都宮道路 日光・鬼怒川方面 |                                                                    |                                                                    |               |
| 宇都宮IC                            | E81 日光宇都宮道路（側道、一般道路）鹿沼・大谷方面 E4 東北自動車道 | E81 日光宇都宮道路（側道、一般道路）鹿沼・大谷方面 E4 東北自動車道 | 0.0           |
| 宇都宮IC入口                        | 国道119号（日光街道）                                              | 国道119号（日光街道）                                              | 0.9           |
| 野沢ランプ                          | 日光街道方面                                                       | 岡本方面                                                           |               |
| 上戸祭立体 北道路入口（仮称）       | 国道119号（宇都宮環状道路）                                        | 国道119号（宇都宮環状道路）                                        | 4.9           |